# Schoenoplectiella erecta
Schoenoplectiella erecta är en halvgräsart som först beskrevs av Jean Louis Marie Poiret, och fick sitt nu gällande namn av Kaare Arnstein Lye. Schoenoplectiella erecta ingår i släktet Schoenoplectiella och familjen halvgräs.

## Underarter
Arten delas in i följande underarter:
- S. e. erecta
- S. e. raynalii